# Rasenlabyrinth

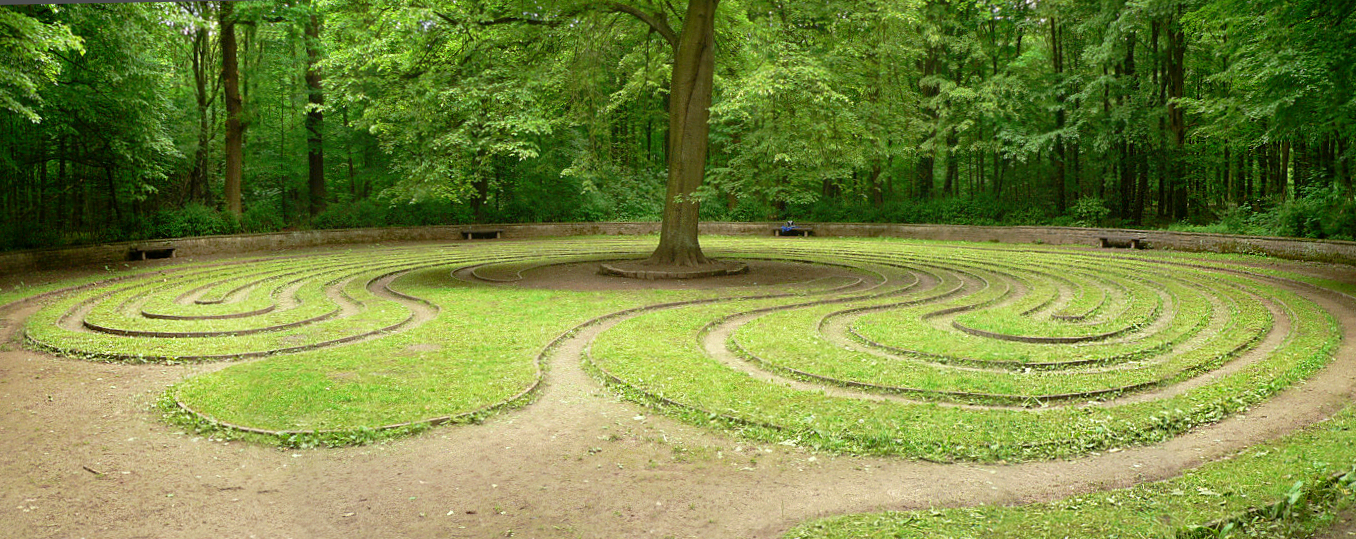
Rasenlabyrinth Das Rad in der Eilenriede in Hannover

Ein Rasenlabyrinth ist ein großflächiges, begehbares Labyrinth, das in eine Rasenfläche eingeschnitten wurde. Dagegen sind Trojaburgen aus Steinen gelegte Labyrinthe.

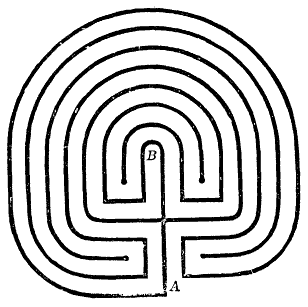
Klassisches bzw. antikes Muster

## Beschreibung
Die meisten Anlagen sind rundlich. Die Fläche der historischen Anlagen beträgt bis zu 800 m². Rasenlabyrinthe sind von den Britischen Inseln, aus Deutschland und dem nördlichen Ostseeraum bekannt. Schriftliche Zeugnisse setzten ab dem 17. Jahrhundert ein. Die meisten Anlagen wurden zerstört. In Großbritannien haben sich zehn, in Deutschland vier erhalten, wobei einige rekonstruiert sind.

## Bedeutung
Wie Heckenlabyrinthe gehen Rasenlabyrinthe wahrscheinlich auf den „Chemin de Jerusalem“ zurück. Sie symbolisierten nach christlichem Verständnis die Pilgerfahrt nach Jerusalem und den Weg der menschlichen Seele zur Erlösung. Das Abschreiten eines Labyrinthes konnte eine Pilgerfahrt ersetzen, die Gläubigen rutschten zur Buße die Pfade auch auf den Knien entlang.

## Historische Rasenlabyrinthe

### Deutschland
- Wunderkreis von Eberswalde

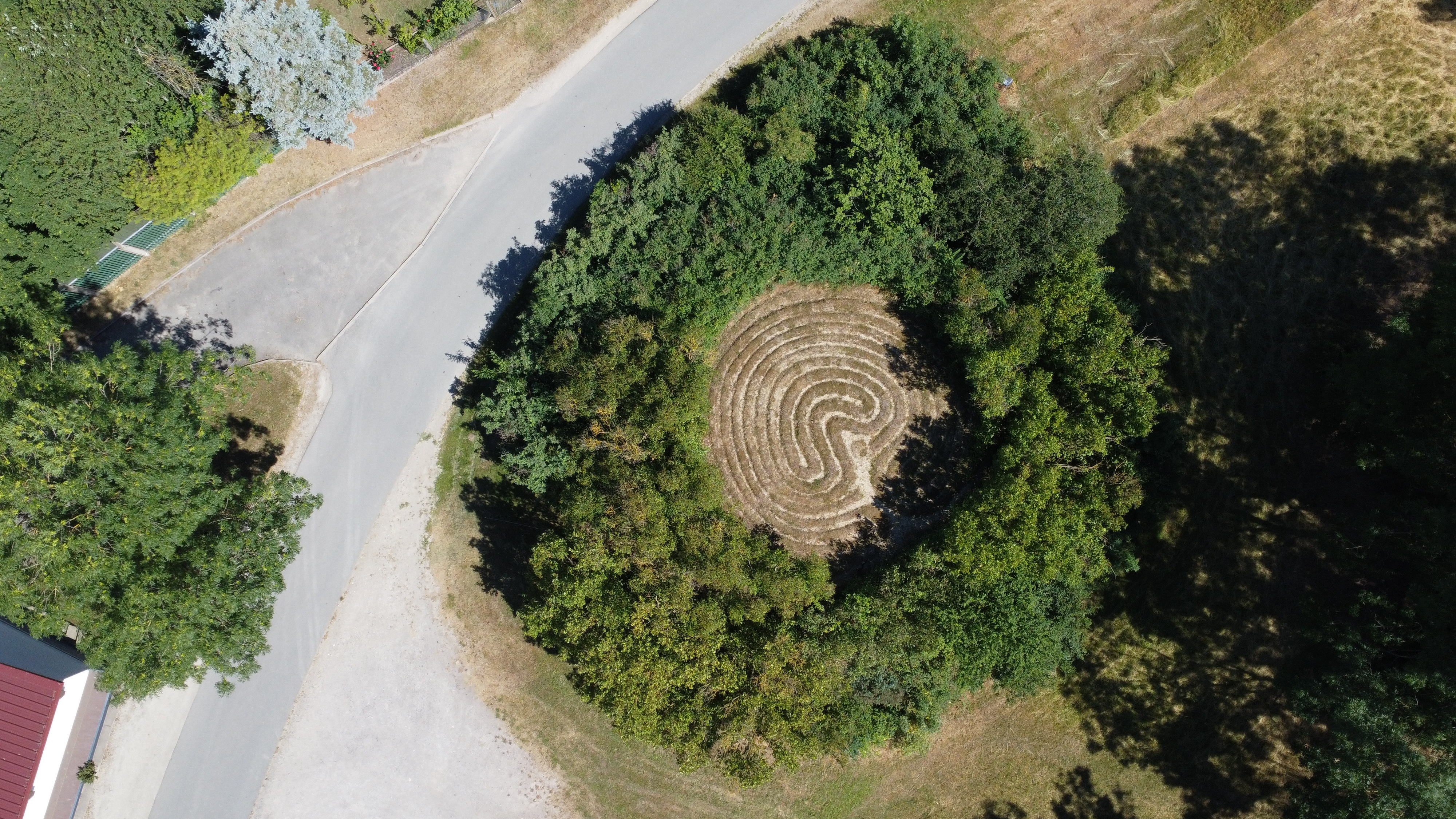
„Schwedenhieb“ in Graitschen

- Graitschen auf der Höhe: „Schwedenhieb“, klassisches Muster mit elf Umgängen
- Steigra: Trojaburg, elf Umgänge
- Teresendorf im Oderbruch
- Das Rad in der Eilenriede in Hannover
- Jeckendanz bei Frankfurt/Oder
- Schlangengang von Steigra

### Großbritannien
Eine Liste der englischen Rasenlabyrinthe wurde von William Moy Stratton Russell (1925–2006) und Claire Russell publiziert. Demnach sind rund 40 historische Rasenlabyrinthe bekannt, von denen über zehn erhalten sind.
- Alkborough (North Lincolnshire): „Julian’s Bower“, christliches Muster, elf Umgänge
- Bougthon Green (Northamptonshire), bereits 1353 erwähnt,[3] im Ersten Weltkrieg zerstört[4]
- Breamore (Hampshire): „Mizmaze“, christliches Muster, elf Umgänge
- Chilcomb (Hampshire), in der Mitte des 19. Jahrhunderts erneuert[4]
- Comberton Mazles, zerstört.[5]
- Gloddaeth, Wales. Im 16. Jh. angelegt, Mitte des 19. Jahrhunderts zerstört[6]
- Hilton (Huntingdonshire): „Hilton Maze“, neun Umgänge. Laut der Inschrift auf dem Stein 1660 durch William Sparrow eingerichtet;[4] im benachbarten Ort Comberton gab es eine ähnliche, wesentlich ältere Anlage namens „the Mazles“, die aber nicht erhalten ist
- Rasenlabyrinth in Saffron Walden (Essex): „Town Maze“, 17 Umgänge, vier Eckbastionen („Ohren“)
- Skewsby, (North Yorkshire): „City of Troy“, klassisches Muster, sieben Umgänge
- Somerton (Oxfordshire): „Troy Town“, klassisches Muster, 15 Umgänge
- Troy Town Maze von St Agnes Scilly-Inseln; das Werk eines Leuchtturmwärters der 1790er Jahre
- Winchester (Hampshire): „St. Catherine's Hill“, christliches Muster, neun Umgänge, quadratisch
- Rasenlabyrinth von Wing (Rutland): „Wing Maze“, elf Umgänge

Englische Labyrinthe
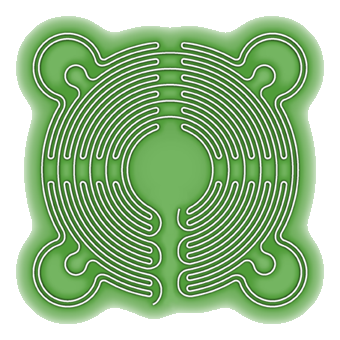
Muster des Rasenlabyrinths in Saffron Walden mit "Ohren"
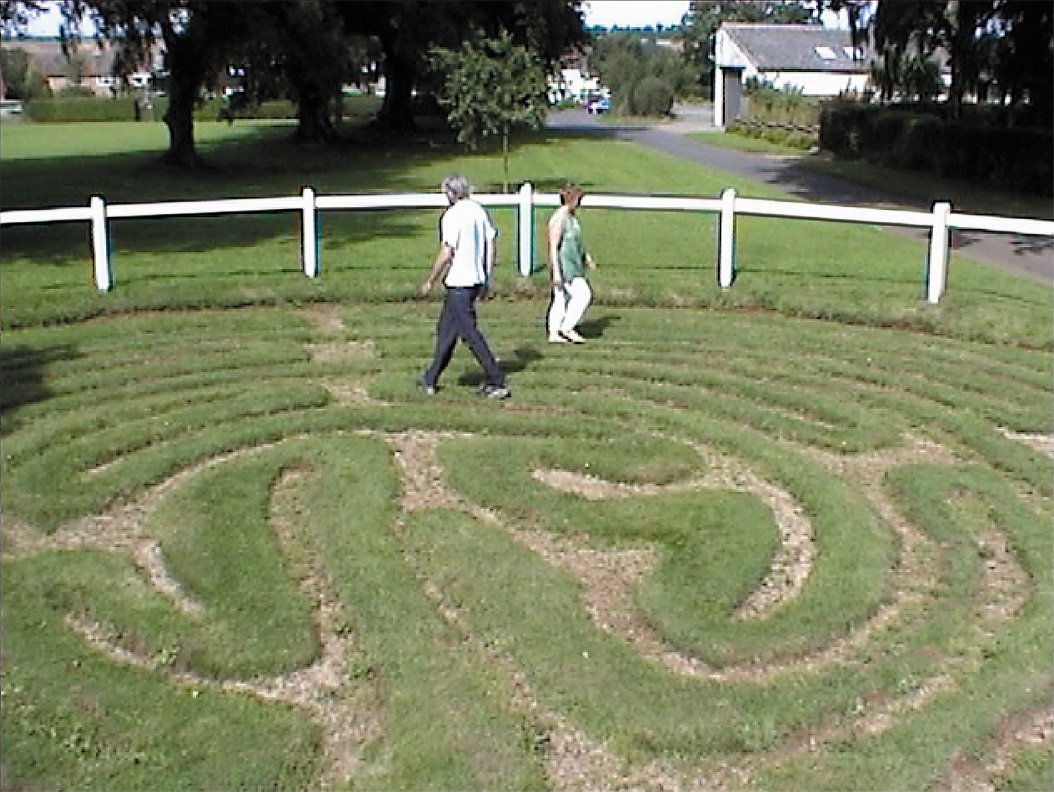
Rasenlabyrinth von Wing England
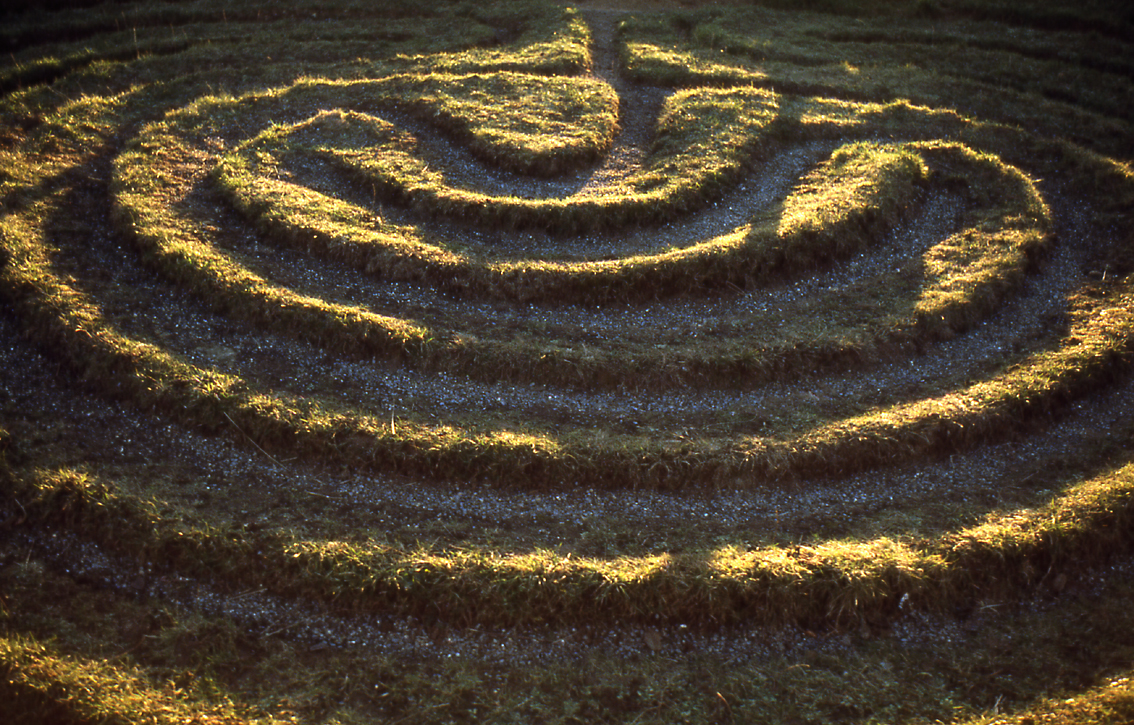
City of Troy in Skewsby, kleinstes Rasenlabyrinth
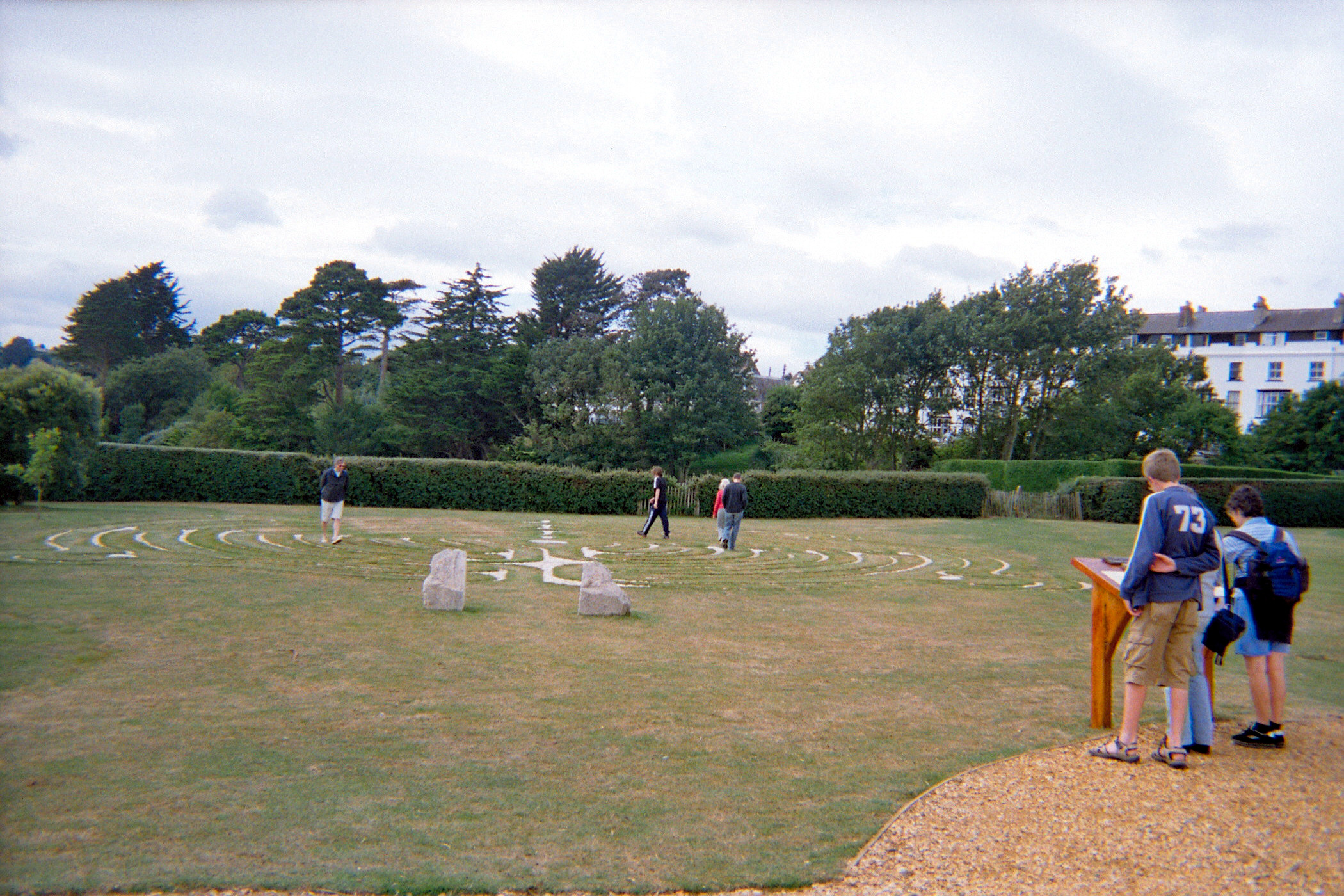
Modernes Rasenlabyrinth in Seaton.

### Irland
Conleth Manning nennt drei Rasenlabyrinthe in Irland, von denen allerdings nur eines gesichert ist.
- Ballynavortha, Walls of Troy im County Wicklow[7]

## Rekonstruktionen
Seit den 1980er Jahren wurden viele neue Rasenlabyrinthe geschaffen. Dabei handelt es sich sowohl um Nachbildungen vorhandener, z. T. historisch nachgewiesener Muster als auch um Neuschöpfungen.

### Deutschland
- Bad Grönenbach (Unterallgäu): sieben Umgänge
- Bad Kissingen (Bayern): Luitpoldpark, sieben Umgänge
- Rasenlabyrinth Eilenriede (Niedersachsen): „Das Rad“, neun Umgänge (1932), nach historischem Vorbild[8]
- Kaltental (Ostallgäu): Aufkirch, sieben Umgänge
- Kaufbeuren (Bayern): Jordanpark mit elf Umgängen
- Gützer Berg (bei Landsberg, Sachsen-Anhalt): elf Umgänge

### Österreich
- Schweiggers (Niederösterreich): beim Möldershöf an der Thayaquelle

### Großbritannien
- Bath (Somerset): Beazer Gardens, Ellipse, sieben Umgänge, im Zentrum ein Mosaik (1984)
- Botanischer Garten der Universität Cambridge: Es hat die Form einer doppelten Spirale und ist mit dem neuseeländischen Gras Anemanthele lessoniana bepflanzt.[9]
- Erdlabyrinth, Galloway Forest, Dumfriesshire. Gebaut 1990 durch Jim Buchannan[10]
- Archbishop's Maze in Greys Court bei Henley-on-Thames in den Chilterns. Es wurde 1980 durch Adrian Fisher entworfen und beschreibt die Pilgerreise nach Jerusalem bzw. den Lebensweg des Menschen und seine schließliche Errettung. Die sieben Umgänge symbolisieren die sieben Tage der Schöpfung. Weitere Zahlensymbolik findet sich in der Länge der Kreuzarme: 33', das Alter Jesu bei seiner Kreuzigung. Das Verhältnis zwischen dem Durchmesser des Zentrums und dem Abstand zwischen den Umgängen beträgt neun und erinnert an die neunte Stunde, die Agonie Christi. Durchmesser 25 m, Länge 402 m (1/4 mile). Das Labyrinth ist mit 4500 Ziegeln ausgeführt und in einen niedrigen Rasen eingelassen. Im Zentrum steht eine vergoldete Sonnenuhr, die das Licht der Welt symbolisiert.[11]
- Kerscot, Swimbridge (Devon), Durchmesser 5,4 m, mit einer Schieferplatte im Zentrum mit einem Zitat von T. S. Eliot: "At the still point of the turning World" (Four Quartets, Burnt Norton)[12]
- bei dem Maureen's Mump Labyrinth in Crackington Haven in Cornwall handelt es sich um einen Aprilscherz.[13]
- Dower House, Morville, Shropshire, von Katherine Swift mit unterschiedlichen Rasenhöhen gestaltet[14]
- Erd- und Wildblumenlabyrinth, Tapton Park, Chesterfield, erbaut 1996 durch Jim Buchannan im Auftrag der Land Art Commission. Länge des Umgangs 2,4 km[10]
- Willen Park (Milton Keynes), stark vergrößerte Nachahmung des Rasenlabyrinths von Saffron Walden mit einer Pfadlänge von über drei Kilometern
- Seaton (Devon)

### Irland
- Besucherzentrum Glendalough, Co. Wicklow[15]
- Fox Covert in the Little Curragh, Co. Kildare[15]